# Clelia plumbea
A Clelia plumbea é uma espécie de cobra opistóglifa da família Dipsadidae.  A espécie é endêmica da América do Sul. 

## Alcance geográfico
C. plumbea é encontrada no Brasil e no Paraguai. 